# Cătălina Gheorghițoaia
Cătălina Antonia Gheorghițoaia (Bucarest, 19 giugno 1975) è una schermitrice rumena, specializzata nella sciabola. Ha vinto una medaglia d'argento ai Campionati mondiali di scherma.

## Palmarès
In carriera ha conseguito i seguenti risultati:
- Mondiali

Nimes 2001: argento nella sciabola a squadre.
- Europei

Copenaghen 2004: argento nella sciabola a squadre e bronzo individuale.